# Werner Schwuchow
Werner Schwuchow  (geboren 30. November 1934) ist ein deutscher Schauspieler und Hörspielsprecher.
Schwuchow war zwischen 1960 und 1995 in diversen Serien in Episodenrollen zu sehen. Häufig übernahm er Rollen als Kommissar in der Serien Ein Fall für Zwei und Tatort sowie als Staatsanwalt Dr. Britz in der Serie Der Fahnder und Werner Schneeberg in Schulz & Schulz.

## Filmografie
- 1960: Lampenfieber
- 1961: Amphitryon (Fernsehfilm)
- 1962: Alle Macht der Erde (Fernsehfilm)
- 1964: Darf ich Sie eine Minute sprechen? (Fernsehfilm)
- 1969: Marija (Fernsehfilm)
- 1972: Zur schönen Aussicht (Fernsehfilm)
- 1976: Die Ilse ist weg (Fernsehfilm)
- 1977: Aufforderung zum Tanz (Fernsehfilm)
- 1977: Die Konsequenz
- 1977: Aus einem deutschen Leben
- 1978: Magere Zeiten (Fernsehserie, 1 Episode)
- 1979–1980: St. Pauli-Landungsbrücken (Fernsehserie, 2 Episoden)
- 1980–1990: Tatort (Fernsehreihe, 5 Episoden)
- 1980: I. O. B. – Spezialauftrag (Fernsehserie, 1 Episode)
- 1981: Der Fuchs von Övelgönne (Fernsehserie, 1 Episode)
- 1982: Kreisbrandmeister Felix Martin (Fernsehserie, 1 Episode)
- 1982: Unheimliche Geschichten (Fernsehserie, 1 Episode)
- 1982: Schwarz Rot Gold (Fernsehserie, 2 Episoden)
- 1983: Die Heartbreakers
- 1983: Im Zeichen des Kreuzes (Fernsehfilm)
- 1983: Köberle kommt (Fernsehserie, 1 Episode)
- 1984: Michael Kramer (Fernsehfilm)
- 1985: Jane Horney (Miniserie, 1 Episode)
- 1986: Der Sommer des Samurai
- 1986: Engels & Consorten (Fernsehserie)
- 1987: Der Landarzt (Fernsehserie, 1 Episode)
- 1988: Der Fahnder (Fernsehserie, 3 Episoden)
- 1988–1994: Ein Fall für Zwei (Fernsehserie, 8 Episoden)
- 1989–1993: Schulz & Schulz (Fernsehserie, 5 Episoden)
- 1989: Traffik (Miniserie, 2 Episoden)
- 1990: Abenteuer Airport (Fernsehserie, 1 Episode)
- 1991: Der Tod kam als Freund (Fernsehfilm)
- 1992: Der Brocken
- 1992: Mit Leib und Seele (Fernsehserie, 1 Episode)
- 1992: Der Alte (Fernsehserie, 1 Episode)
- 1992: Mit List und Krücke (Fernsehserie, 1 Episode)
- 1993: Der große Bellheim (Miniserie, 2 Episoden)
- 1993: Hecht & Haie (Fernsehserie, 1 Episode)
- 1993: Harry  & Sunny (Fernsehserie)
- 1994: Immenhof (Fernsehserie, 2 Episoden)
- 1994: Briefgeheimnis (Fernsehserie)
- 1994: Zwei alte Hasen (Fernsehserie, 1 Episode)
- 1994: Ein letzter Wille (Fernsehfilm)
- 1995: Nur der Sieg zählt (Fernsehfilm)
- 1995: A.S. – Gefahr ist sein Geschäft (Fernsehserie, 1 Episode)

## Hörspiele
Die ARD-Hörspieldatenbank enthält für den Zeitraum von 1968 bis 1990 (Stand: Juli 2022) insgesamt 30 Datensätze, in denen Werner Schwuchow als Mitwirkender geführt wird, davon 29 als Sprecher und einer, gemeinsam mit Rainer Uhlig als „Sonstiger Mitwirkender“.
Zu dieser Produktion:
- 1971: Ivor Wilson: Aus Studio 13: Der schwarze Jaguar – Regie: Dieter Carls (Original-Hörspiel, Kriminalhörspiel – SDR)